# 聶其璧
聶其璧（1900/1901年－1988/1990年），字潔如，清末時出生於上海的名門聶家。其外公曾國藩為「晚清四大名臣」之一，其父聶緝槼曾擔任上海道台（上海市長），聶其璧庶出章淑人，其嫡母則是當時聶家的女主人曾紀芬。聶其璧為人仗義，情感豐富，時常為周遭的人打抱不平。:13在上海生活時衣著華麗，舉止浮誇，街坊鄰居和商店店員都稱呼他為美國外婆。:13

## 生涯

### 童年生活
聶其璧出生於上海名門，是他們一家十二個小孩中最小的女兒（又被稱為聶四小姐），在她底下尚有一個弟弟。她幼時不常在私塾接受教育，而是在教會學校就讀，這樣的教育背景造就其價值觀與弟兄姐妹安分守己的性格有很大的不同。他大多時候都顯得調皮，經常不顧嚴厲的家規而私自外出遊玩，參與各類活動，唯有在偕其母親上教堂做禮拜時才表現得平靜乖巧，同時也是在此，她結交了宋美齡這位朋友。:3-4

### 婚姻生活
1923年聶其璧嫁給周仁。周仁畢業於美國康乃爾大學，此時正於上海交通大學任職。周聶兩家長輩經過一番商討後，在宋美齡的同意下請其親自擔任儐相。:5周仁雖出身讀書世家，但他年幼失怙，一家求學支出尚須依靠親戚救濟。甚至在周仁與聶其璧結為連理後，他們仍得照顧周仁的其他手足。但聶其璧作為周家媳婦，卻從未埋怨、嫌棄過夫家的窘境，她也因此深受周家敬重。聶其璧生育了周霞華、周麒、周夔三個孩子，她的子女因她開放的教育方針都相當樂觀進取，且在之後都取得了優秀的學歷。

### 文革時期
中國於1966年進入文革時期，聶其璧一家也深受影響，讓宋美齡做儐相一事招致了文革時期造反派的懷疑。他們認為聶其璧是為了巴結宋家，欲與其交好，才要做宋美齡的伴娘。又因其婚照在此一時期被奪去，使他們苦無證據證明自身清白。此時丈夫周仁在反覆的批鬥中早已身負重傷，病得有氣無力，只得由聶其璧本人應付造反派，後來周仁亦不幸於1973年過世。儐相之風波一直到文革結束後，聶其璧的親戚發現了被奪去的婚照，並送還給她後才得以平反。:6-7,14-15

### 晚年生活
文革過後，隨著周仁教授的平反，政府也給予聶其璧優渥的待遇，譬如逐月補貼其生活費、允許其免費搭乘公車。除此之外，倘使聶其璧的親戚曾遭逢文革迫害，卻未能獲得補償時，她都會雪中送炭，助他們一臂之力，例如：周家親戚盛愛頤同為文革受害者，事件結束後和孩子們分隔兩地，盛愛頤孑然一身，生活無人照料。聶其璧聽聞後遂趁其兒女回家探親之際，率盛家三人前往相關部門爭取權益，最終使盛愛頤一家得以團園。:16之後上海政府為周仁立像的起用典禮聶其璧亦有與會，最後聶其璧在睡夢中與世長辭。

## 家庭
父：聶緝槼（1855年－1911年），字仲芳，湖南衡山人，清末官僚資本家。
母：曾紀芬（1852年－1942年），號崇德老人，曾國藩外孫女。
夫：周仁（1892年－1973年），字子兢，江蘇江寧人，中國冶金學家和陶瓷學家。
大兒子：周麒（1925年－），著名橋牌專家，曾任中上海交大教授。
小兒子：周夔（？－ ），中國珠算協會理事，與妻夏緯敏育有一子周永康
女兒：周霞華（？－ ）

## 軼事

### 追星愛好
聶其璧從小就熱衷文藝活動，長大後也痴情於電影，崇拜好萊塢明星。她曾任卓別林造訪上海時的接待人員。甚至在為人人母後，仍執意隻身千里迢迢赴身美國，開始了她的追星之旅，也和當時許多的電影明星留下了合照。:8-10

### 飯桌上的「戰爭」
聶其璧的丈夫周仁平時公務繁忙，因此只有晚餐時才能和家人同聚。在飯桌上兩人口味迥異——一個嗜食甜味，一個喜好辛辣。平時周仁不主動夾菜時，聶其璧總是替周仁夾她自己愛吃的菜，周仁也都默默接受，但有次不知道為什麼，他卻反抗了起來，甚至連兩位兒子也不能置身事外。眼看雙方爭執不下，周仁只好主動退讓，照聶其璧的意思將她夾的菜吃下去。:10-12